# Kabinet-Rumor II
Het kabinet–Rumor II was de Italiaanse regering van 6 augustus 1969 tot 27 maart 1970. Het kabinet werd gevormd door de politieke partij Democrazia Cristiana na het aftreden van het vorige kabinet.

## Kabinet–Rumor II (1969–1970)
| Ambtsbekleder | Ambtsbekleder             | Ambtsbekleder                         | Functie                                  | Ambtstermijn     | Ambtstermijn     | Partij |
| ------------- | ------------------------- | ------------------------------------- | ---------------------------------------- | ---------------- | ---------------- | ------ |
|               | Mariano Rumor             | Mariano Rumor (1915–1990)             | Premier                                  | 12 december 1968 | 5 augustus 1970  | DC     |
|               | Paolo Emilio Taviani      | Paolo Emilio Taviani (1912–2001)      | Vicepremier                              | 6 augustus 1969  | 27 maart 1970    | DC     |
|               | Antonio Bisaglia          | Antonio Bisaglia (1929–1984)          | Secretaris- generaal                     | 12 december 1968 | 5 augustus 1970  | DC     |
|               | Franco Restivo            | Franco Restivo (1911–1976)            | Minister van Binnenlandse Zaken          | 24 juni 1968     | 16 Februari 1972 | DC     |
|               | Aldo Moro                 | Aldo Moro (1916–1978)                 | Minister van Buitenlandse Zaken          | 6 augustus 1969  | 26 juni 1972     | DC     |
|               | Giacinto Bosco            | Giacinto Bosco (1905–1997)            | Minister van Financiën                   | 6 augustus 1969  | 27 maart 1970    | DC     |
|               | Emilio Colombo            | Emilio Colombo (1920–2013)            | Minister van de Schatkist                | 20 juni 1963     | 5 augustus 1970  | DC     |
|               | Giuseppe Caron            | Giuseppe Caron (1904–1998)            | Minister van het Budget                  | 6 augustus 1969  | 27 maart 1970    | DC     |
|               | Silvio Gava               | Silvio Gava (1901–1999)               | Minister van Justitie                    | 12 december 1968 | 5 augustus 1970  | DC     |
|               | Domenico Magri            | Domenico Magri (1903–1983)            | Minister van Economische Zaken           | 6 augustus 1969  | 27 maart 1970    | DC     |
|               | Luigi Gui                 | Luigi Gui (1914–2010)                 | Minister van Defensie                    | 24 juni 1968     | 27 maart 1970    | DC     |
|               | Camillo Ripamonti         | Camillo Ripamonti (1919–1997)         | Minister van Volksgezondheid             | 12 december 1968 | 27 maart 1970    | DC     |
|               | Carlo Donat-Cattin        | Carlo Donat- Cattin (1919–1991)       | Minister van Arbeid en Sociale Zaken     | 6 augustus 1969  | 26 juni 1972     | DC     |
|               | Mario Ferrari Aggradi     | Mario Ferrari Aggradi (1916–1997)     | Minister van Onderwijs                   | 24 februari 1969 | 27 maart 1970    | DC     |
|               | Remo Gaspari              | Remo Gaspari (1921–2011)              | Minister van Transport                   | 6 augustus 1969  | 27 maart 1970    | DC     |
|               | Lorenzo Natali            | Lorenzo Natali (1922–1989)            | Minister van Infrastructuur              | 6 augustus 1969  | 27 maart 1970    | DC     |
|               | Giacomo Sedati            | Giacomo Sedati (1921–1984)            | Minister van Landbouw                    | 6 augustus 1969  | 27 maart 1970    | DC     |
|               | Athos Valsecchi           | Athos Valsecchi (1919–1985)           | Minister van Communicatie                | 6 augustus 1969  | 27 maart 1970    | DC     |
|               | Giovanni Battista Scaglia | Giovanni Battista Scaglia (1910–2006) | Minister van Toerisme                    | 6 augustus 1969  | 27 maart 1970    | DC     |
|               | Carlo Russo               | Carlo Russo (1920–2007)               | Minister voor Parlementaire Betrekkingen | 24 februari 1969 | 27 maart 1970    | DC     |
|               | Eugenio Gatto             | Eugenio Gatto (1911–1981)             | Minister voor Publieke Diensten          | 12 december 1968 | 27 maart 1970    | DC     |
|               | Riccardo Misasi           | Riccardo Misasi (1932–2000)           | Minister voor Buitenlandse Handel        | 6 augustus 1969  | 27 maart 1970    | DC     |
|               | Vittorino Colombo         | Vittorino Colombo (1925–1996)         | Minister voor de Koopvaardij             | 6 augustus 1969  | 27 maart 1970    | DC     |
|               | Franco Maria Malfatti     | Franco Maria Malfatti (1927–1991)     | Minister voor Staats- deelnemingen       | 6 augustus 1969  | 27 maart 1970    | DC     |
|               | Arnaldo Forlani           | Arnaldo Forlani (1925)                | Minister voor Verenigde Naties- beleid   | 6 augustus 1969  | 27 maart 1970    | DC     |
|               | Giorgio Bo                | Giorgio Bo (1905–1980)                | Minister voor Wetenschaps- beleid        | 6 augustus 1969  | 27 maart 1970    | DC     |

De Gasperi II · De Gasperi III · De Gasperi IV · De Gasperi V · De Gasperi VI · De Gasperi VII · De Gasperi VIII · Pella · Fanfani I · Scelba · Segni I · Zoli · Fanfani II · Segni II · Tambroni · Fanfani III · Fanfani IV · Leone I · Moro I · Moro II · Moro III · Leone II · Rumor I · Rumor II · Rumor III · Colombo · Andreotti I · Andreotti II · Rumor IV · Rumor V · Moro IV · Moro V · Andreotti III · Andreotti IV · Andreotti V · Cossiga I · Cossiga II · Forlani · Spadolini I · Spadolini II · Fanfani V · Craxi I · Craxi II · Fanfani VI · Goria · De Mita · Andreotti VI · Andreotti VII · Amato I · Ciampi · Berlusconi I · Dini · Prodi I · D'Alema I · D'Alema II · Amato II · Berlusconi II · Berlusconi III · Prodi II · Berlusconi IV · Monti · Letta · Renzi · Gentiloni · Conte I · Conte II · Draghi · Meloni